# Anders Lorentz
Anders Lorentz (Lorents), född omkring 1630, död 1692 i Stockholm, var en svensk dekorationsmålare och konterfejare.
Han var son till slottssnickaren Lars Tomasson och gift första gången med Catharina Lydersdotter och andra gången med Maria Börjesdotter och slutligen med Catharina Berleman. Lorentz kom 1662 i tjänst för Klas Tott i Paris där han utförde ett antal porträtt. Därefter for han till Stockholm där han blev mästare i Stockholms målarämbete. Han anställdes 1664 för att utföra inredningsarbeten vid Stockholms slott där han bland annat målade rikets och provinsernas vapen i Rikssalen. Han var under flera år sysselsatt med marmorerings- och förgyllningsarbeten av väggarna i kungens paradsängkammare, bibliotek och de kungliga våningarna i västra och norra längorna av slottet. I Kungsholms kyrka i Stockholm finns hans målning Kristus på korset och en målning föreställande madonnan med barnet dessutom utförde han enligt kyrkans förteckning ytterligare sex målningar som i dag är försvunna. Före branden i Klara kyrka 1751 fanns det ett epitafium över Lorentz och hans tre hustrur och i Johannes kyrka fanns Lorentz gesällprov målningen Syndafallet från 1656. Bland Lorentz övriga arbeten märks en målning i Kolbäcks kyrka. Hans konst består av porträtt och bibliska motiv.   